# Dallas Cup de 2007
A Dallas Cup de 2007, também conhecida como Dr Pepper Dallas Cup de 2007 (por motivos de patrocínios), foi a vigésima-oitava edição deste torneio disputado em Dallas, Texas.
Nesta edição, sete torneios foram realizados, abrangendo as categorias sub-12, sub-14, sub-15, sub-16, sub-17 e sub-19. Na competição Super Group, o São Paulo conquistou seu terceiro título ao vencer o Chelsea na decisão.

## Super Group

### Grupo A
Resultados

### Grupo B
Resultados

### Grupo C
Resultados

### Índice técnico
| Pos. | Clube       | Pts | J | V | E | D | GP | GC | SG |
| ---- | ----------- | --- | - | - | - | - | -- | -- | -- |
| 1    | Southampton | 6   | 3 | 2 | 0 | 1 | 7  | 5  | +2 |
| 2    | Tigres UANL | 6   | 3 | 2 | 0 | 1 | 7  | 5  | +2 |
| 3    | Arsenal FC  | 6   | 3 | 2 | 0 | 1 | 6  | 6  | 0  |

## Fase final
|  | Semifinais  | Semifinais |   |             | Final          | Final |  |
|  |             |            |   |             |                |       |  |
|  |             |            |   |             |                |       |  |
|  | Chelsea     | 1          |   |             |                |       |  |
|  | Southampton | 0          |   |             |                |       |  |
|  |             |            |   |             |                |       |  |
|  |             |            |   |             |                |       |  |
|  |             |            |   |             | Chelsea        | 0     |  |
|  |             | São Paulo  | 1 |             |                |       |  |
|  |             |            |   |             |                |       |  |
|  |             |            |   |             |                |       |  |
|  |             |            |   |             | Terceiro lugar |       |  |
|  |             |            |   |             |                |       |  |
|  | Real Madrid | 0          |   | Southampton | 2              |       |  |
|  | São Paulo   | 4          |   |             | Real Madrid    | 1     |  |

## Premiação
| Dallas Cup de 2018             |
| Brasil                         |
| ------------------------------ |
| São Paulo Campeão (3.º título) |